# Арсиноя IV
Вижте пояснителната страница за други личности с името Арсиноя.
Арсиноя IV (на гръцки: Αρσινόη, Arsinoë IV; * 68 или 63 пр.н.е.; † 41 пр.н.е. в Ефес) е египетска царица от династията на Птолемеите.
Арсиноя IV е най-малката дъщеря на Птолемей XII Авлет, вероятно от втори негов брак с високопоставена египтинянка. Тя е по-малка полусестра и конкурентка на известната Клеопатра VII и на Птолемей XIII.
През 58 пр.н.е. Гай Юлий Цезар номинира Арсиноя и нейния по-малък брат Птолемей XIV Филопатор за регенти на Кипър. На 27 юли 48 пр.н.е. Цезар пристига в Александрия. Когато започва Александрийската война (между септември 48 и януари 47 пр.н.е.) Цезар държи Арсиноя IV, Птолемей XIII и Птолемей XIV в царския дворец на Александрия. Арсиноя IV бяга с „пазача“ (nutricius) си - евнуха Ганимед († 47 пр.н.е.), при коменданта на египетската войска Ахила (Achillas, † 48 пр.н.е.). Арсиноя IV е издигната за царица срещу Клеопатра VII, която е съюзник на Цезар. Министърът Потин, който е при Цезар, изпраща тайни съобщения на Арсиноя IV. Тя заповядва убийството с меч на Ахилат и поставя на неговото място Ганимед.
Когато Цезар дава фактически цялата власт над Египет на любовницата си Клеопатра, той изпраща по-малката ѝ сестра Арсиноя извън страната. През юли 46 пр.н.е. Арсиноя участва вързана в голямото триумфално шествие на Цезар в Рим. След това тя е изпратена в изгнание в Храма на Артемида в Ефес.
През 41 пр.н.е. Клеопатра кара Марк Антоний да заповяда екзекуцията на Арсиноя в Ефес.